# Natalia Reyes
Natalia Reyes Gaitán (Bogotà, 6 febbraio 1987) è un'attrice colombiana, nota per il ruolo di coprotagonista nel film Terminator - Destino oscuro.

## Biografia
Natalia Reyes inizia la propria attività lavorativa, nel mondo dello spettacolo, a nove anni. A questa età, infatti, inizia a recitare in diverse produzioni colombiane.
Reyes ha studiato recitazione a New York, presso la Lee Strasberg Theatre and Film Institute.

## Filmografia

### Cinema
- Pickpockets, regia di Peter Webber (2018)
- Oro verde - C'era una volta in Colombia (Pájaros de verano), regia di Ciro Guerra e Cristina Gallego (2018)
- Running with the Devil - La legge del cartello (Running with the Devil), regia di Jason Cabell (2019)
- Terminator - Destino oscuro (Terminator: Dark Fate), regia di Tim Miller (2019)

### Televisione
- Sabor a limón (1995)
- Las profesionales, a su servicio (2006)
- Muñoz vale por 2 (2008)
- Todas odian a Bermúdez (2009)
- Pandillas guerra y paz (2009)
- Isa TVB (2009 - 2010)
- A mano limpia (2013)
- Cumbia Ninja (2013 - 2015)
- Dulce Amor (2014)
- Lady, la vendedora de rosas (2015)
- 2091 (2016 - 2017)

## Doppiatrici italiane
Nelle versioni in italiano delle opere in cui ha recitato, Natalia Reyes è stata doppiata da:
- Letizia Ciampa in Terminator - Destino oscuro